# NGC 4377
NGC 4377 ist eine Linsenförmige Galaxie vom Hubble-Typ S0 im Sternbild Haar der Berenike am Nordsternhimmel. Sie ist schätzungsweise 58 Millionen Lichtjahre von der Milchstraße entfernt und hat einen Durchmesser von etwa 30.000 Lichtjahren. Unter der Katalognummer VCC 778 wird sie als Mitglied des Virgo-Galaxienhaufens gelistet.

Im selben Himmelsareal befinden sich u. a. die Galaxien NGC 4419, IC 3301, IC 3327, IC 3238.
Das Objekt wurde am 19. Februar 1784 von dem deutsch-britischen Astronomen Wilhelm Herschel entdeckt.